# WASP-61
WASP-61 — звезда, которая находится в созвездии Андромеды на расстоянии приблизительно 1565 световых лет от нас. Вокруг звезды обращается, как минимум, одна планета.

## Характеристики
WASP-61 представляет собой звезду 11,8 видимой звёздной величины. По размерам и массе она немного превосходит наше Солнце. Её масса и радиус равны 1,22 и 1,36 солнечных. Температура поверхности составляет около 6320 кельвин.

## Планетная система
В 2011 году группой астрономов, работающих в рамках программы SuperWASP, было объявлено об открытии планеты WASP-61 b в системе. Это типичный горячий юпитер с массой и радиусом, равными 2,06 и 1,24 юпитерианских. Планета обращается на расстоянии около 0,05 а.е. от родительской звезды, совершая оборот за трое с лишним суток. Открытие планеты было совершено транзитным методом.